# كيي ساكوراي
كيي ساكوراي (باليابانية: 桜井 啓) (مواليد 30 يونيو 1977)، هو لاعب كرة قدم ياباني سابق كان يلعب كحارس مرمى.